# Mani di velluto
Mani di velluto è un film del 1979 diretto da Castellano e Pipolo.

## Trama
Guido Quiller è un ingegnere milanese, separato dalla moglie Petula, divenuto molto ricco grazie ad un vetro anti rapina di sua invenzione, il Blindo Glass, reso indistruttibile grazie ad un ingrediente segreto, un suo sputo.

Un'altra scena con Eleonora Giorgi e Adriano Celentano

Eleonora Giorgi nella scena del borseggio in metropolitana

Un giorno ha un incidente in vespa e finisce in una fontana e qui viene soccorso da Tilli, una bellissima borseggiatrice, e da suo fratello Momo, falsario, che a causa di un equivoco lo scambiano per uno scippatore. I due decidono di portarlo a casa loro per curarlo. Una volta a casa l'equivoco continua fino al punto che il fratello gli prepara un documento falso a nome Giacomo Leopardi, il tutto reso possibile dal fatto che Guido non può parlare a causa di una laringite. Tornato a casa non fa altro che pensare alla bella Tilli e decide di tornare a trovarla per poterla ringraziare e spiegare l'equivoco ma giunto a casa sua scopre che tutti i ladri lo odiano per colpa della sua invenzione. Al fine di poterla frequentare organizza una finta rapina in banca per poter reperire i soldi per far uscire di prigione il nonno di Tilli. A questo punto continua quindi a farsi credere ladro, organizzando con lei svariati colpi molto fantasiosi. In realtà, di nascosto, si preoccupa di risarcire in modo anonimo tutte le sue vittime.
L'idillio tra i due finisce il giorno in cui Guido organizza un colpo in casa propria e dove, a causa dell'intervento della polizia, Tilli scopre la sua vera identità.
Per riconquistare la bella ladra, Guido trascina Tilli con sé per renderla testimone della vendita della sua fabbrica e del divorzio dalla moglie senza però rinunciare al fatto di organizzare un ultimo colpo ai danni della sua ex.

## Produzione
L'aiuto regista fu Alessandro Metz.

### Luoghi delle riprese
La scena iniziale del film è girata a Sanremo tra corso Imperatrice, davanti al casinò, e corso Inglesi. Dove Guido Quiller prova a sfondare la vetrina della gioielleria è invece via Nuvoloni, sempre a Sanremo a due passi dal casinò.
La scena della telefonata del presunto sequestratore sardo è stata girata nella trattoria Novelli di Milano, in via Padova 344, ancora oggi esistente e insignita del diploma di bottega storica.
Alcune scene furono girate all'interno dello stabilimento delle vetrerie Bosisio di Paderno Dugnano.
La residenza di Quiller è la Villa Esengrini Montalbano di Varese.

## Accoglienza

### Incassi
Il film risultò 6º campione d'incassi nella stagione cinematografica italiana 1979-80.

## Riconoscimenti
- 1980 - David di Donatello
  - miglior produttore a Mario Cecchi Gori
  - miglior attore protagonista ad Adriano Celentano

## Collegamenti ad altre opere
Nella scena in cui Guido si trova nel salone della sua villa e sta guardando la televisione, sta andando in onda il film ...altrimenti ci arrabbiamo! con Bud Spencer e Terence Hill; in quel momento entra nel salone Benny il maggiordomo, l'attore John Sharp, che proprio in quel film interpretò il ruolo del principale antagonista, il perfido e imbranato "capo" dell'organizzazione malavitosa.